# Блицкриг
Блицкриг (у преводу „муњевити рат“) је популаран назив за оперативну војну доктрину која предвиђа употребу мобилних снага које нападају користећи брзину и изненађење како би онемогућиле непријатеља да благовремено успостави кохерентну одбрану. Војне доктрине базиране на теорији блицкрига развијене су после Првог светског рата као метод за избегавање позиционих рововских борби у будућим сукобима.
Блицкриг је по први пут у великом обиму применио немачки Вермахт током Другог светског рата. Ратне операције на самом почетку рата, као што су напад на Пољску, напад на Француску и Операција Барбароса су биле веома успешне захваљујући изненадним продорима, неспремности непријатеља и његовој неспособности да благовремено реагује у односу на ову супериорну немачку војну доктрину. Током напада на Француску, немачке јединице суочиле су се са бројчано надмоћнијом француском војском која је имала већи број тенкова од којих су многи били равноправни противници, па чак и супериорни у односу на немачке тенкове. Стратегија блицкрига коју су немачке јединице до танчина спровеле током Битке за Француску омогућила је брзу немачку победу, иако је однос снага најављивао дуготрајну кампању са великим губицима. Овакви успеси немачке армије на самом почетку Другог светског рата у потпуности су потврдили исправност примене и ефикасност тактике блицкрига. Међутим, после почетних успеха у нападу на СССР јединство немачког Вермахта је нарушено. Немачки генерал Хајнц Гудеријан, који је био један од првих заговорника блицкрига разрешен је дужности 25. децембра 1941. године након што је одобрио повлачење својих јединица упркос Хитлеровом наређењу да се до „последњег човека“ брани сваки педаљ освојене територије. Овај сукоб разоткрио је фундаменталну разлику у схватању начина вођења рата између Хитлера и генерала Вермахта. Хитлеров поступак према Гудеријану и другим немачким генералима је нарушио дотадашње међусобно поверење због чега су њихови односи, од тог тренутка, па на даље бивали све лошији и лошији. После немачког преласка у дефанзиву на Источном фронту, тактика блицкрига се све ређе примењивала. Од 1943. углавном је примењивана у локалним контранападима који су имали одбрамбени карактер и у неколико офанзива које су унапред биле осуђене на пропаст.
Метод блицкрига ослањао се на маневар, а не на исцрпљивање, као средство за победу над противником. Због тога је блицкриг на првом месту подразумевао координацију између више родова војске и концентрацију мобилних снага на кључној тачки фронта. На правцу напада непријатељску линију фронта пробијали су оклопни клинови подржани пешадијом и артиљеријом док је даље брзо напредовање омогућавало активно дејство бомбардера за блиску подршку коју су били у директној радио вези са копненим јединицама које су предводиле напад. Оваква тактика захтевала је конструисање специјалних оклопних возила за артиљеријску подршку пешадији, развој нових метода комуникације као и ефективну децентрализацију командне структуре. Генерално гледано блицкриг операције биле би немогуће без развоја моторизоване пешадије, самоходне артиљерије и службе за одржавање ратне технике у пољским условима како би се омогућило брзо напредовање оклопних јединица. Немачке снаге су избегавале директан сукоб са непријатељем дајући предност пресецању непријатељских комуникација, уништавању система везе, логистичке подршке и смањењу морала непријатељских снага. Током битке, блицкриг није остављао други избор слабо покретним одбрамбеним снагама него да се сконцентришу у одбрамбене џепове где су најчешће биле опкољене, а затим би их уништила немачка пешадија која је ишла иза тенкова.

## Етимологија и модерно значење
Иако је „blitzkrieg“ немачка реч (у буквалном преводу „муњевити рат“ што се заправо односи на „рат који се одвија брзином муње“), сам израз није потекао из немачке војске. Први пут га је употребио новинар америчког магазина „Тајм“ (енгл. Time) описујући њиме немачке ратне операције током напада на Пољску 1939. У чланку који је објављен 25. септембра 1939. док је кампања у Пољској ушла у своју завршну фазу, новинар је написао:
Линија фронта је нестала и са њом је нестала и илузија да је фронт икада и постојао. Јер ово није рат за постепено освајање територија већ за брзо продирање и уништавање непријатеља - Blitz krieg, муњевити рат. Брзе колоне тенкова и оклопљених камиона пробијало се кроз Пољску док је киша бомби са неба најављивала њихов долазак. Пресекли су комуникације, уништили складишта, отерали цивиле, проширили страх. Напредујући некад и до 50 km испред пешадије и артиљерије, разбили су пољску одбрану пре него што је имала времена да се организује. И док је немачка пешадија чистила остатке пољске одбране, наставили су да нападају у правцу циљева који су се налазили далеко иза онога што се некада звало линија фронта.
Војни историчари дефинисали су блицкриг као примену концепта маневра и садејства више родова оружаних снага развијеног у Немачкој у периоду између два рата и током Другог светског рата. Стратешки, ова идеја је подразумевала остваривање брзе победе над непријатељем коришћењем мале али професионалне армије. Оперативно, њен циљ је био да користи индиректне мере, као што су покретљивост и изненађење, како би пореметила непријатељске планове и учинила их бескорисним. Основни предуслов за постизање ових циљева било је заједничко дејство тенковских формација, моторизоване пешадије, инжењерије, артиљерије и јуришних бомбардера. Историчари су блицкриг сматрали само тренутним обликом дугорочне немачке стратегије засноване на принципу „Bewegungskrieg“ или маневарског рата.
Израз блицкриг је од тада попримио различита значења у редовној употреби. Поред првобитне војне дефиниције, блицкриг се може применити и на сваку војну операцију у којој је акценат стављен на изненађење, брзину и концентрацију трупа као што је то учињено током Пољске септембарске кампање. Током Другог светског рата немачки напади на енглеске градове постали су познати под називом „Блиц“. Сличан израз користи се и за посебну тактику напада у Америчком фудбалу као и у шаху за шаховске партије (тзв. брзопотезне партије) у којима је време трајања партије изузетно кратко. Изрази блиц и блицкриг се често користе у редовном говору изван војног контекста.

## Међуратни период

### Рајхсвер
Развој блицкрига започео је одмах након пораза Немачке у Првом светском рату. Убрзо по завршетку рата, нова немачка војска Рајхсвер образовала је комитет састављен од ратних ветерана, штапских официра како би се размотрило 57 спорних питања. Извештај ове комисије је објављен као доктрина за обуку јединица која ће се примењивати током Другог светског рата. Рајхсвер је био под утицајем анализе предратне немачке војне мисли, а нарочито инфилтрационих ратних тактика и маневарског рата који је био доминантан на Источном фронту током Првог светског рата.
Немачка војна историја је у великој мери била под утицајем Карла фон Клаузевица, Алфреда фон Шлифена и Хелмута фон Молткеа Старијег, који су били заговорници маневра, концентрације и опкољавања. Њихова учења су успешно примењена у Француско-пруском рату и током почетне фазе реализације Шлифеновог плана у Првом светском рату. Током рата Рајхсвер је модификовао ове концепте. Његов начелник генералштаба, Ханс фон Сект, модификовао је доктрину пребацујући њено тежиште са опкољавања на брзину напредовања. Брзина обезбеђује изненађење, изненађење омогућава успех уколико се одлуке доносе довољно брзо, док мобилност пружа флексибилност и брзину. Фон Сект је сматрао да је у ситуацијама у којима непријатељске снаге није могуће опколити много боље извршити ефикасни пробој његовог центра. За време његове команде извршена је модификација модерне немачке војне доктрине познате под називом „Bewegungskrieg“ и претећег тактичког система „Auftragstaktik“ што је за последицу имало увођење новог начина ратовања популарније познатог као блицкриг. Такође је одбацио идеју о масовној концентрацији трупа коју су заговарали фон Шлифен и фон Молтке. Према фон Секту, војне резерве које су у дотадашњим немачким кампањама износиле и 4/10 од укупног броја војника, требало је да буду састављене од малог броја професионалних војника и добровољаца којима би подршку пружала одбрамбена милиција. У модерном сукобу, сматрао је, оваква војска би била боље припремљена за офанзивне акције, брже би се активирала и била би јефтинија за опремање модерним наоружањем. Без обзира на утицај модерне немачке војне доктрине Рајхсвер је био приморан да се определи за малу, професионалну војску, зато што је број немачких војника Версајским споразумом био ограничен на 100.000.
„Bewegungskrieg“ је подразумевао потпуно нову командну хијерархију која је омогућавала да се војне одлуке доносе на знатно нижем командном нивоу, ближе јединицама на терену. То је омогућило јединицама да благовремено реагују и брже доносе кључне одлуке што је било од пресудног значаја и свакако један од главних разлога за успех блицкрига.
Немачку руководство је такође критиковано због неспособности да схвати технички напредак остварен у Првом светском рату, с обзиром да јој је производња тенкова била један од најнижих приоритета и с обзиром на то да пре рата није покренула никакву испитивања која би се односила на осавремењавање митраљеза и њихове употребе. Као одговор на овакве грешке претходног немачког руководства, немачки официри су у периоду изградње Рајхсвера, између два светска рата, били обавезни да похађају техничке школе.
Тактика инфилтрације, коју је развила Немачка армија током Првог светског рата, постала је основа за све доцније тактике. Немачка пешадија напредовала је у малим, раштрканим групама које су заобилазиле тачке отпора и пробијале се тамо где је одбрана била најслабија, нападајући непријатељске комуникације у позадини. Њихова дејства била су потпомогнута снажном артиљеријском и ваздушном подршком, а иза њих су ишле јаке пешадијске снаге које су потпомогнуте артиљеријом уништавале снажна упоришта непријатељске одбране. Овај концепт представљао је основу тактике коју је Вермахт примењивао током Другог светског рата.
На Источном фронту током Првог светског рата није вођен рововски рат. Немачке и Руске армије водиле су маневарску битку на бојишту које је било и по неколико стотина километара широко, што је немачким војним лидерима пружило ратно искуство које Западни савезници нису стекли зато што су током четири године рата били укопани у рововима на Западном фронту. Студије операција на Истоку довеле су до закључка да мала и координирана армија има много већу борбену вредност од велике и неорганизоване силе.

### Страни утицај
Током овог периода, све земље учеснице Првог светског рата, развиле су теорије које се односе на употребу механизованих снага. Теорије Западних савезника знатно су се разликовале од теорија Рајхсвера. Британска, Француска и Америчка доктрина предност је давала одвојеном дејству појединих родова војске, без фокусирања на њихову кооперацију и са мањим акцентом на концентрацију трупа. У раном период развоја Рајхсвера, преведени су многи радови страних стручњака, иако већина њихових ставова није прихваћена. Међутим, Немачка је пажљиво пратила технички напредак војне опреме у страним земљама, и копирала је поједина техничка достигнућа. Сматра се да су стране доктрине вођења модерног рата имале малог или скоро никаквог утицаја на развој немачке војне доктрине у овом периоду.
Британски теоретичари Џ. Ф. Ц. Фулер и Б. Х. Лидел Харт су често повезивани са развојем тактике блицкрига, мада је њихова заслуга у развоју ове војне доктрине спорна. Тврди се да је Хајнц Гудеријан, који је био кључна фигура у развоју концепта блицкрига, инспирацију нашао у Хартовим теоријама. Ова тврдња је базирана на параграфу из Гудеријанове аутобиографије у којем се он захваљује Харту. Међутим, овај параграф први пут се појавио у енглеском издању Гудеријанове аутобиографије због чега се претпоставља да је Харт сам додао овај параграф и да његов утицај на Гудеријана ни издалека није био толико значајан. Фулеров утицај је мање јасан. Фулер је током рата развио планове за масовне, самосталне тенковске операције које је проучавало немачко војно руководство. Према једном ставу Фулерови планови су били инспирација творцима тактике блицкрига, док је према другом ставу његов утицај на немачко војно руководство био занемарљив.
Оно што је неспорно је да су за практичну примену ове доктрине, у великом обиму и на успешан начин, заслужни Гудеријан и други немачки генерали. Од почетних форсирања река садејством више родова војске током Француске кампање 1940. године па до незадрживих продора у Русији све до краја 1942. године. Гудеријан је показао умеће и иновативност која је била инспирација многим. Војни лидери као што је Гудеријан стварани су пре почетка рата кроз сложен систем обуке. Обуку је подржавао Генералштаб Рајхсвера који је током тридесетих година 20. века организовао велике војне маневре у којима су разрађиване различите варијанте муњевитог ратовања.
Рајхсвер је заједно са Црвеном армијом сарађивао на организацији војних маневара и тестирања у Казању и Липецку почетком 1926. године. Образовани у СССР, ова два центра за испитивање коришћена су за теренско тестирање авиона и оклопних возила до нивоа батаљона, као и за организовање школа за ваздухопловне и оклопне јединице кроз које је вршена ротација официра Рајхсвера. Ове активности спровођене су у СССР како би се изиграо Версајски споразум којим је Немачкој било забрањено поновно формирање и развој ваздухопловства и оклопних јединица.

### Гудеријанов допринос развоју доктрине блицкрига
Након реформе немачке војске током двадесетих година 20. века, немачки генерал Хајнц Гудеријан је изникао као један од најватренијих заговорника употребе механизованих снага. У склопу Инспектората за транспорт трупа, Гудеријан и његове колеге спроводили су теоретска и теренска истраживања. Међу немачким официрима који су се залагали за употребу пешадије или су сумњали у употребну вредност тенка на бојишту, створио се отпор према напредним идејама које је заступао Гудеријан. Међу њима је био и Начелник Генералштаба немачке војске, генерал Лудвиг Бек (1935—1938) који је сумњао да оклопне јединице могу имати пресудну улогу у ратном сукобу. Без обзира на његов лични став, прве немачке оклопне дивизије формиране су у време док је он био на функцији Начелника Генералштаба.

Гудеријан је заступао став да тенк може да буде одлучујуће оружје у предстојећим сукобима. „Уколико се тенкови пробију, за њима иде и победа“, написао је. У чланку у којем се обраћа критичарима употребе оклопних јединица, Гудеријан је рекао: „Све док наши критичари не осмисле нови, бољи начин вођења успешног копненог напада од најобичнијег масакра, држаћемо се и даље уверења да правилно употребљени тенкови, данас представљају најбољи могући начин за спровођење копненог напада.“ Осврћући се на већу брзину којом су током Првог светског рата браниоци могли да затворе пробој линије фронта, него што су нападачи могли у потпуности да га искористе убацујући своје резерве у њега, Гудеријан је написао: 
с обзиром на то да ће резервне снаге од сада бити моторизоване, затварање пробоја на линији фронта ће бити много брже и лакше него до сада: због тога су шансе за успех офанзиве која се базира на артиљеријској припреми и пешадијском нападу много мање данас, него што су то биле током Првог светског рата.
 Наставио је: 
Верујемо да је са увођењем тенкова у напад могуће постићи много већу брзину напредовања него што је то до сада било могуће, и што је можда још важније - наставити са напредовањем и када је пробој већ учињен.
 Један од главних услова за успех блицкрига, према Гудеријану, била је широка тактичка употреба радија без којег се не би могла ни замислити координација и командовање јединицама на терену.

### Оклопне снаге и Луфтвафе
Блицкриг не би био могућ без значајних реформи у немачкој војсци. Према Версајском споразуму, немачка војска била је ограничена на 100.000 војника, ваздухопловство је распуштено, док је развој тенкова био забрањен. Након што је 1933. године постао шеф државе, Адолф Хитлер је игнорисао ове забране. Будућа команда немачких оклопних јединица, која ће касније постати позната под називом Panzertruppe, формирана је у склопу немачких копнених снага (Heer). Поново је формирано и немачко ратно ваздухопловство Луфтвафе у чијем окриљу је започет развој јуришних бомбардера и различитих доктрина њихове употребе. Хитлер је снажно заступао развој ове нове стратегије. Редовно је пратио војне вежбе оклопних снага и прочитао је Гудеријанову књигу: „Пажња - тенкови!“ (Achtung - Panzer!). По завршетку вежбе оклопних јединица у Кумерсдорфу, којој је присуствовао, Хитлер је рекао: „То је оно што желим - и то ћу и имати.“

### Шпански грађански рат
Немачки добровољци тестирали су аспекте тактике блицкрига током Шпанског грађанског рата 1936. У овом сукобу су учествовали немачки тенкови из састава 88. тенковског батаљона сачињеног од три тенковске групе наоружане немачким тенковима Панцер I који су углавном спроводили обуку тенковских јединица Националиста. Луфтвафе је довео ескадриле ловаца, обрушавајућих бомбардера и транспортних авиона који су заједно чинили немачку ваздухопловну борбену формацију познату под називом Легија Кондор. Гудеријан је окарактерисао употребу тенкова у овом сукобу „премалом да би се направио прецизан извештај“. Више је успеха имала Луфтвафе, која је у борбеним условима тестирала нове типове авиона и испробавала нове тактике употребе ловачких и бомбардерских јединица; у Шпанији је своје прво ватрено крштење имао и чувени немачки обрушавајући бомбардер Штука. Током Шпанског грађанског рата преко 18.000 припадника Луфтвафе прошло је борбену обуку и стекло своје прво ратно искуство.

## Оперативне методе

### Тачка највеће концентрације нападачких јединица ()
Нема блицкрига без сталне одлучне акције. У складу са овом констатацијом развијена је теорија „кључне тачке“ или „тачке највеће концентрације нападачких јединица“ (Schwerpunkt); то је била тачка највећег напора. Локалним успехом на Schwerpunkt, мала војна формација може пробити непријатељску линију фронта и проширити своја дејства у његовој позадини. Гудеријан је укратко описао ову тактику на следећи начин: „Nicht kleckern, klotzen!“ (Не голицај, удари!)
Да би се остварио пробој, пешадија, а ређе и оклопне јединице (које се иначе чувају за брзе операције у непријатељској позадини) напале би непријатељску одбрамбену линију, уз подршку артиљерије и Луфтвафе. Ове снаге отвориле би пролаз у непријатељској одбрани. Кроз овај отвор прошле би оклопне јединице док би пешадија која је учествовала у продору наставила да оперише на његовим боковима како би га обезбедила и проширила. Ова фаза пробоја названа је „hinge“, зато што би оклопне јединице које су прошле кроз отвор у одбрани наставиле да напредују и створиле „leverage“ према непријатељским одбрамбеним јединицама.
У почетној фази операције Луфтвафе би све своје снаге усмерила на уништавање непријатељске авијације и остваривање ваздушне премоћи. Непријатељска ваздухопловства била би уништавана на земљи или би велике ловачке формације уништавале непријатељске авионе у великим ваздушним биткама. Ваздушна премоћ је од самог почетка била један од најважнијих циљева: да би успешно оперисале, оклопне јединице морале су да имају помоћ извиђачке авијације, подршку јуришних бомбардера, а у неким случајевима и подршку транспортне авијације. Касније операције немачких оклопних јединица у другој половини рата, када су морале да се боре без подршке Луфтвафе која је изгубила ваздушну премоћ, биле су hindrance.
Коначно, тактика блицкрига је подразумевала употребу ваздушно-десантних јединица у непријатељској позадини. Њихов задатак је био, не само да ометају непријатељске активности или заузму важне објекте, као што су мостови, утврђења и др, већ и да служе као психолошки подстрек јединицама које се пробијају кроз непријатељску територију, с обзиром на то да је свако брзо напредовање у опасности да успори док се линије снабдевања све више издужују, а људство смањује услед неминовних губитака. Ваздушно-десантне јединице служиле су као нека врста светионика за навођење оклопних јединица које су морале да их ослободе из окружења. Журба да се другови из ваздушно-десантних јединица спасу од могућег уништења и заробљавања од стране боље наоружаних непријатељских јединица, била је један од фактора који су значајно утицали на морал и одлучност јединица да наставе са брзим напредовањем.

### Парализа
Након што би се пробиле у непријатељску позадину, Немачке јединице покушале би да паралишу непријатељски систем доношења одлука и њиховог спровођења. Крећући се брже од непријатељских јединица, оклопне јединице искористиле би сваку слабост браниоца и дејствовале пре него што би његове јединице могле да се организују и пруже отпор. Гудеријан је написао да: „Успех мора бити експлоатисан без одмора и до последње унце снаге, па чак и ноћу. Поражен непријатељ не сме се оставити на миру.“
Да би се ово постигло, било је веома важно скратити циклус доношења одлука. Свака одлука коју су донеле немачке или супротстављене снаге подразумевала је одређено време за прикупљање информација, доношење одлуке, упознавање потчињених официра са њом и њено имплементирање. Захваљујући супериорној покретљивости и бржем процесу доношења одлука, немачке оклопне јединице могле су брже да реагују на промену ситуације на терену од противничких јединица.
Усмеравајућа контрола представљала је брз и флексибилан начин командовања. Уместо издавања експлицитних наређења, командир би саопштио својим потчињеним намеру и улогу коју њихова јединица има у овом концепту. Утврђивање конкретног метода реализације било је препуштено официрима на нижим нивоима командовања и зависило је од конкретне ситуације на терену. Терет одлучивања сужен је при врху, а раширен при дну ланца командовања на командире који су најбоље били упознати са ситуацијом у којој се њихова јединица налази. Као резултат овакве методе контроле, знатно је скраћено време доношења и реализације одлучујућих наређења.

### Луфтвафе
Један од најважнијих и најснажнијих чиниоца представљало је немачко ратно ваздухопловство или Луфтвафе. Још 30-их година Луфтвафе је добила неколико за оно време најбољих и најинвентивнијих ваздухоплова типа Јункерс Ju 87- „Штука“, Месершмит Bf 109 и Јункерс Ju 88. Међу њима далеко најпопуларнија је била Јункерс Ju 87 и управо је она најзаслужнија за многе успехе Вермахта на фронтовима. Сам концепт садејства авијације и копнених трупа у Шпанском грађанском рату показао је да је класично бомбардовање тешким бомбардерима потпуно неефикасно ако нема велике концентрације противника и веома непрецизно. Међутим немачки инжењери су развили авион који је у почетку требало да буде ловац али који се временом показао да колико је лош ловац толико је одличан авион за обрушавање. Јункерс Ju 87 се често обрушавао под углом од 90 степени и самим тим постизао врхунску прецизност. Безброј мостова, возова, тенкова и објеката уништених на свим фронтовима се приписују Штукама. Хитлер је био толико одушевљен да је лично наредио уградњу на свим апаратима посебне сирене за обрушавање названом „Трубе Јерихона”. Та сирена је изазивала панику код противника својим заглушујућим завијањем и нарочито се показала као ефикасно средство приликом инвазије на Пољску и Француску. Међутим приликом инвазије на Совјетски Савез многим Штукама су скинуте сирене јер је противничка авијација веома лако уништавала Штуке (због сирене брзина се смањивала и до 2 пута).
Наравно да би Блицкриг био успешан била је потребна и одговарајућа подршка ловачке авијације. Ту је главни примат имао Месершмит Bf 109 који је био један од најбољих ловаца свог времена.

### Битка у котлу ()
Коначна фаза операције, „Битка у котлу“ (Kesselschlacht) представљала је концентрисани напад на непријатељске јединице у окружењу. У овој фази операције наносили су се највећи губици непријатељу, углавном кроз заробљавање великог броја војника и ратне технике.
Вермахт никада није журио са уништавањем „котла“. Пре било каквог напада непријатељ би био подвргнут жестоким нападима авијације и артиљерије а онда би се „котао“ разбијао на више делова и сваки део уништавао засебно.

## Операције у Другом светском рату

### Пољска и Француска, 1939—1940
Иако је термин блицкриг створен током Пољске кампање 1939, историчари се углавном слажу да су немачке операције током ове кампање биле ближе традиционалним методама ратовања. Стратегија Вермахта била је више у складу са доктрином Vernichtungsgedanken, са акцентом на опкољавању и уништавању непријатељских јединица на широком фронту. Оклопне јединице биле су равномерно распоређене између три немачке концентрације трупа без нагласка на самосталну употребу, са задатком да затворе обруч око пољских јединица у близини линије фронта и да успоставе оперативну дубину освојеног подручја за даље операције немачке пешадије која је углавном била немоторизована. Луфтвафе је остварила ваздушну премоћ захваљујући комбинацији супериорне технологије и бројчане надмоћи. Честе тврдње да је Пољско ратно ваздухопловство уништено на земљи почетком кампање нису истините. Пољско ваздухопловство је 48 сати пре почетка напада извршило прелет на помоћна летишта.
Битка за Француску састојала се од две фазе, Жути план (Fall Gelb) и Црвени план (Fall Rot). Жути план почео је са нападом на Холандију и Белгију у којем су учествовала два оклопна корпуса и падобранци и који је требало да скрене пажњу Француза и Енглеза са сектора фронта на којем је требало да дође до главног напада. Три дана касније, главнина оклопних јединица немачке оклопне групе „Клајст“ напала је кроз Ардене и уз снажну подршку Луфтвафе пробила француску линију фронта. Група је наставила са напредовањем све до обале Ламанша чиме је завршено опкољавање Британског експедиционог корпуса, Белгијске армије и делова Француске армије. Током ове операције, немачке оклопне дивизије напредовале су много даље и брже од плана због чега пратеће пешадијске дивизије нису могле довољно брзо да оснаже бокове њиховог напредовања. Користећи насталу ситуацију Британци су са преосталим тенковима прешли у напад код Араса и за кратко време изазвали панику у немачкој врховној команди. Међутим, британски напад је, након мањих почетних успеха брзо заустављен, а немачке јединице су наставиле са напредовањем. Преостале савезничке јединице повлачиле су се ка граду Денкерку, на обали канала, одакле су у склопу Операције Динамо евакуисане у Британију; укупно је евакуисано око 330.000 хиљада британских и француских војника. Иако су немачке оклопне дивизије биле на домак Денкерка, наређено им је да стану. Сматра се да је Хитлер донео овакву одлуку зато што је имао Герингово обећање да ће Луфтвафе докрајчити преостале британске и француске снаге и да ће спречити евакуацију; такође се претпоставља да је Хитлер зауставио напредовање оклопних јединица зато што није желео да претрпе велике губитке током уличних борби у Денкерку. Даљи ток операције био је спроведен у складу са Црвеним планом. Немачки 15. оклопни корпус наставио је да напада у правцу Бреста док је 14. оклопни корпус напредовао у правцу југа, источно од Париза, ка граду Лиону, а 19. оклопни корпус је затварао обруч око француских јединица које су држале Мажино линију. Преостале француске јединице су у даљем току рата изгубиле иницијативу и нису биле у могућности да организују било какав контранапад. Покушај да се линија фронта поново успостави на некој од француских река није био успешан зато што су немачке јединице напредовале брже од француских јединица које су се повлачиле.

### Совјетски Савез: Источни фронт: 1941–1945
Употреба оклопних снага је била кључна за обе стране на Источном фронту. Операција Барбароса, немачка инвазија на Совјетски Савез 1941, укључивала је велики број пробоја и опкољавања оклопним снагама. Декларисани циљ је био „уништити руске снаге размештене на западу, и спречити њихово бекство у отворена пространства Русије.“ Ово су практично изводиле четири оклопне армије, које су опкољавале изненађене и дезорганизоване совјетске снаге, а пратила их је пешадија која је завршавала опкољавање и чишћење насталих џепова. Може се генерално сматрати да су последње велике успешне блицкриг операције изведене у првој години борби на Источном фронту.
Након немачког неуспеха да униште Совјете пре зиме 1941, ограничења блицкрига су постала видљива. Мада су Немци својим нападом освојили огромне територије, свеукупни стратешки ефекат је био ограничен. Црвена армија је била у прилици да се прегрупише у позадини, и коначно по први пут порази Немце у бици за Москву. Наредног лета, 1942, када је Немачка лансирала нову блицкриг офанзиву у јужној Русији, усмерену према Стаљинграду и Кавказу, Совјети су поново изгубили огромне територије, али су поново извршили контранапад кад су зауставили напад у граду.
Стаљинградска битка показује и добре и лоше аспекте концепта блицкрига. Битка је почела немачким нападом на локацији коју Совјети нису очекивали, одбацивши совјетске трупе стотине километара за само неколико дана. Покрет је стао како је Хитлер постао све заинтересованији да освоји сам Стаљинград, омогућивши совјетским снагама да се прегрупишу и изврше контранапад.
Коначна совјетска победа је у великој мери била резултат побољшане координације дејстава свих родова војске. Већа ефикасност и боља опремљеност совјетских јединица, заједно са другим факторима као што су исцрпљеност немачких јединица, логистични и производни проблеми неизбежно су довели до немачког пораза.

### Западни фронт, 1944—1945
У даљем току рата, савезничке снаге су почеле да примењују тактику која је донекле подсећала на блицкриг. Многе операције у Западној пустињи и на Источном фронту ослањале су се на масивну концентрацију ватрене моћи како би се постигли пробоји оклопних јединица. Оваква тактика је такође била одлучујућа за успех савезничких операција на Западном фронту након Операције Оверлорд.
Након савезничког искрцавања у Нормандији, Немци су више пута покушали дејством оклопних дивизија да униште савезнички мостобран и да их баце у море али нису у томе успели због недостатка координације и савезничке ваздушне премоћи.
Савезничке снаге употребиле су тактику блицкрига током Операције Кобра, пробоја америчке 12. армије са мостобрана у близини Сен Лоа. Немачка 7. армија извршила је контранапад ка обали у близини Сен Лоа, у покушају да одсече америчку 3. армију којом је командовао Џорџ С. Патон али није успела да се пробије кроз положаје које је држала америчка пешадија. У даљем току операција у Француској, немачка 7. армија је опкољена и уништена у џепу код Фалеза.
Савезничка офанзива у централној Француској била је предвођена оклопним јединицама Патонове 3. армије која је користила тактику пробоја и продирања која је суштински идентична са тактиком блицкрига. Патон није крио да је био упознат са радовима Гудеријана и Ромела пре почетка рата и да је његова тактика делила њихово придавање значаја брзини и нападу. Реченица коју су често изговарали војници Патонове 3. армије гласила је: „Вуци задњицу и заобилази.“
Последња немачка офанзива на Западном фронту, Операција Стража на Рајни, током зиме 1944—1945, била је класична блицкриг офанзива чији задатак је био заузимање виталне луке Антверпен и опкољавање дела савезничких снага, што је по Хитлеру савезнике требало да приволи на склапање сепаратног мира са Немачком. Покренута током периода лошег времена, на сектора фронта на којем су се налазиле малобројне савезничке јединице, у потпуности је искористила фактор изненађења и остварила значајне почетне успехе. Лоше време спречавало је дејство савезничког ваздухопловства. Ипак, спорадични организовани отпор, као и мали број путева који су пролазили кроз Ардене, успорили су немачко напредовање. Савезнички притисак на бокове немачког клина је све више јачао, а лепо време је поново омогућило дејство савезничке авијације због чега су Немци били принуђени да се повуку остављајући за собом велике количине борбене технике која је остала без горива. Иако је стратегија примењена у овој офанзиви била добро осмишљења, снага немачке армије није била довољна да се у потпуности искористе почетни успеси.

## Противмере и ограничења

### Терен
Успех блицкрига је у великој мери зависио од терена и временских прилика. У ситуацијама у којима није постојала могућност за брзо напредовање по терену који је одговарао оклопним јединицама, због чега су га називали „тенковско земљиште“, блицкриг није примењиван или је претрпео неуспех. Идеалан терен за блицкриг треба да буде раван, тврд, без природних баријера и утврђења и испресецан путном и железничком мрежом. Уколико би терен био брдовит, пошумљен, мочваран или урбан, тенкови би били рањиви на нападе пешадије у блиској борби и не би могли да напредују пуном брзином. Такође, напредовање оклопних јединица могу зауставити блато и јака зима (као што се то догодило на Источном фронту).

### Ваздушна премоћ
Савезничка ваздушна премоћ постала је критичан проблем у немачким операцијама при крају рата. Ранији немачки успеси уживали су ваздушну премоћ са сигурним напредовањем земљаних снага, блиску ваздушну потпору и ваздушно извиђање. Ипак, савезнички напади ваздух-земља за и након Операције Оверлорд били су тако учестали да се немачки тенковски трансфери нису водили током дана. Последња немачка блицкриг операција Вахт ам Рајн, била је планирана да се догоди услед лошег времена, када савезнички авиони нису могли летјети. Ипак, такви услови нису дозволили тенковским снагама Немачке да покажу сав свој потенцијал.

### Контра-напади
Блицкриг је био веома ефикасан против доктрина статичне одбране које су многе земље развиле после Првог светског рата. Први покушаји да се порази блицкриг датирају још из Пољске кампање 1939. године када је пољски генерал Станислав Мачек, командант пољске 10. моторизоване коњичке бригаде, припремио детаљан извештај за француску војску о тактици блицкрига, њеној употреби и ефикасности као и о могућим противмерама. Међутим, француска врховна команда је игнорисала овај извештај (касније су га заробили Немци који су установили да није ни отваран). Мачек ће касније постати један од најуспешнијих команданата савезничких оклопних јединица током Другог светског рата.
Током Битке за Француску 1940. Де Голова 4. оклопна дивизија и делови Британске оклопне бригаде из састава Британског експедиционог корпуса извели су нападе на бокове немачке оклопне колоне која је пробила француску линију фронта. Иако мањег обима, ови напади били су разлог да Хитлер затражи обуставу даљег напредовања оклопних јединица због опасности да буду одсечене од главнине немачких снага и опкољене. Ови напади, заједно са тактиком „јежеве одбране“ чији је творац Максим Веган постаће основа сваке будуће одбрамбене тактике против блицкрига; распореди јединице по дубини, формирај кружни одбрамбени положај и пусти их нека се пробију поред тебе, ослањај се на своје против-тенковске топове, ојачај јединице на боковима непријатељског продора, а затим га одсеци од главнине и уништавај по деловима. Међутим, 1940. савезничке снаге, које су претрпеле велике губитке, нису биле у могућности да примене ову тактику због чега је Француска капитулирала.
До 1944. године све зараћене стране развиле су против-тенковске топове великог калибра, способне да пробију оклоп и најтежих тенкова што им је омогућило да се успешно супротставе непријатељским тенковским нападима, а нарочито оним који нису били подржани пешадијом. Са почетком офанзивних дејстава у Другом светском рату и Савезници су развили своје верзије офанзивне и дефанзивне стратегије која се ослањала на употребу оклопних јединица.

### Логистика
Иако се блицкриг показао као веома ефикасан током брзих кампања против Пољске и Француске, Немачка у даљем току рата није била у могућности да га примењује. Стратегија блицкрига носи са собом урођену опасност од прерастезања линија снабдевања нападачких снага што евентуално мора довести до застоја у нападу ради снабдевања јединица. Такође, тактику блицкрига може поразити и непријатељ који је спреман да жртвује територију како би купио време за прегруписавање и попуну јединица људством и наоружањем као што су то урадили Совјети на Источном фронту. Производња тенкова и других оклопних возила је била сталан проблем; у каснијој фази рата често се догађало да у појединим тренуцима немачке оклопне дивизије не располажу са више од неколико десетина тенкова. Како се крај рата приближавао Немачка је имала све више проблема са критичном несташицом горива и муниције што је у великој мери била последица савезничког стратешког бомбардовања. Иако је производња немачких ловачких авиона настављена несмањеним темпом, они нису могли да учествују у ваздушним борбама изнад Немачке због недостатка горива. Оно мало горива које је било на располагању углавном је било резервисано за немачке оклопне дивизије. О величини несташице горива говори и податак да је скоро половина немачких тенкова типа Тигар који су уништени у борби са Америчком војском, изгубљена због недостатка горива, због чега су их њихове посаде напустиле.

### Остале противмере и мане
Сама доктрина Немачке војске се састојала у садејству. Конкретно у садејству разних видова војске као што је садејство артиљерије, тенкова и пешадије истовремено. Међутим, дешавало се да тенкови веома брзо напредују а да Панзергренадири (Вермахтова јуришна пешадија) заостане у позадини што би дозволило противничкој пешадији да се суочи лицем у лице са тенковима и успори их или потпуно заустави (велика тенковска мана је слаба видљивост). Ово је био чест случај на Источном фронту.
Такође, ако је пешадија тврдоглава и држи линије без повлачења уз коришћење разних минско-експлозивних средстава блицкриг може потпуно стати. Пример тога је била битка за Тобрук где чак и један од најпознатијих стратега Ервин Ромел није успео да пробије одбрану Британске војске. Она је комбиновала блиску подршку хаубица, против-тенковских топова, минских поља и експлозива и утврђених ватрених тачака.
Опасност за сваки блицкриг напад је јака утврђена линија са трупама у заседи. Совјети су користила понекад и против-авионска артиљеријска оруђа у заседама и постизали веома добре резултате. Међутим Вермахт је веома брзо почео да користи и противмере и успевао да изађе на крај са тим коришћењем казнених батаљона, извиђачких група или јаким ваздушним извиђањем.

## Утицај
Блицкриг је имао значајни утицај на војно руководство Западних савезника током Другог светског рата. Амерички генерал Џорџ С. Патон примењивао је тактику која је у великој мери подсећала на блицкриг и која је подразумевала пробој и брзо напредовање оклопних снага кроз непријатељску позадину што је за последицу имало разбијања, а затим и гоњења непријатељских снага. У својим коментарима Патон је често хвалио Гудеријанове и Ромелове радове, а нарочито Ромелове „пешадијске нападе“ због њихове далековидости.
Блицкриг је такође имао утицаја и на неке новије војне доктрине. Верује се да је израелска војска била инспирисана овом војном доктрином приликом стварања војске која се у операцијама током Арапских ратова ослањала на блиска дејства оклопних јединица и ратног ваздухопловства.

### Чланци
- Winchester, Charles (20. 1. 2002). „Advancing Backwards: The Demodernization of the German Army in World War 2”. Military Journal. Osprey. 2 (1): 18—25. ISBN 978-1-84176-041-4. ISSN 1467-1379. Архивирано из оригинала 5. 4. 2013. г. Приступљено 11. 8. 2015.